# Ahmadil ben Ibrahim ben Wahsudan al-Rawwadi al-Kurdi
Ahmadil ibn Ibrahim ibn Wahsudhan ar-Rawwadí al-Kurdí (àrab: أحمديل بن ابراهيم بن وهسوذان الروادي الكردي, Aḥmadīl b. Ibrāhīm b. Wahsuḏān ar-Rawwādī al-Kurdī) (? - c. 1114 (<1116)) fou un comandant kurd de l'Imperi Seljúcida, que hauria donat nom a la dinastia dels atabegs ahmadílides de Maragha, fundada pel seu llibert Aq Súnqur al-Ahmadilí.